# Кочкомозеро (озеро, Сегежский район)
Кочкомозеро — озеро на территории Идельского сельского поселения Сегежского района Республики Карелии.

## Общие сведения
Площадь озера — 7,9 км², площадь водосборного бассейна — 105 км². Располагается на высоте 74,0 метров над уровнем моря. Общая площадь островов — 0,1 км², объём воды — 0,026 км³.
Форма озера лопастная, продолговатая: оно вытянуто с северо-запада на юго-восток. Берега изрезанные, каменисто-песчаные, местами заболоченные.
Через озеро протекает река Кочкома, которая, беря начало из Сюньдьозера и протекая выше Кяльгозеро (с притоком из озера Тонкого), впадает в реку Нижний Выг.
Код объекта в государственном водном реестре — 02020001311102000008470.